# Antarctic Adventure
Antarctic Adventure (яп. けっきょく南極大冒険 Кэккёку нанкёку дайбо:кэн) — видеоигра жанра аркадные гонки, разработанная и изданная японской компанией Konami в 1983 году для компьютеров MSX. В 1984 году была переиздана для игровой системы ColecoVision, а 22 апреля 1985 года — для NES. 7 августа 2007 года стала доступна для Wii Virtual Console. Стала первой игрой в трилогии приключений пингвина, получившего в дальнейшем имя Пэнта (яп. ペン太 или Пэнтаро яп. ペン太郎).

## Сюжет и геймплей

Кадр из игры на ColecoVision

Игра представляет собой подобие аркадных гонок. Вид — от третьего лица, из-за спины Пэнты. Цель игры — помочь пингвину обежать по периметру Антарктиду, от одной полярной станции к другой. Трасса разбита на 10 этапов разной длины и нарастающей сложности. На прохождение каждого этапа отводится некоторое время, если время заканчивается раньше, чем игрок достигает финиша, игра заканчивается. В конце каждого этапа расположена полярная станция, при достижении которой раздаётся победная мелодия, и над станцией поднимается флаг страны, которой станция принадлежит: Австралия, Франция, Австралия, Новая Зеландия, застава пингвинов (соответствует по карте Южному полюсу, на флаге изображён танцующий пингвин), США, Аргентина, США, Великобритания, Япония. Между этапами на экране появляется карта, на которой отображён пройденный путь и путь, который ещё предстоит пройти. Игра фактически бесконечна, после прохождения всей трассы всё начинается заново.
Кроме ограничения по времени пингвину мешают многочисленные препятствия: проруби, трещины во льду и выныривающие из под воды тюлени. При столкновении с препятствием Пэнта спотыкается и прыгает какое-то время на одной ноге, теряя при этом время. Иногда из прорубей выныривают рыбки, а на трассе появляются разноцветные флажки, и те и другие приносят игроку бонусные пункты. Кроме того, мерцающий флажок позволяет Пэнте лететь над землёй в течение нескольких секунд.

Этап пройден!

## История
Antarctic Adventure стала одной из первых 5 игр, выпущенных компанией Konami на MSX, первой — для ColecoVision и одной из первых двух (вместе с Yie Ar Kung-Fu) — для NES.
Игра положила начало трилогии, объединённой одним персонажем — пингвином Пэнтой. В 1986 году на компьютерах MSX вышла игра Penguin Adventure со схожим геймплеем, но с более разнообразными игровыми локациями, кроме антарктического ландшафта появились пустыни, пещеры, русла рек и даже подводные этапы. 24 ноября 2009 года Penguin Adventure стала также доступна для Wii Virtual Console. Заключительная игра трилогии — Yume Penguin Monogatari, смесь платформера с Shoot 'em up, была выпущена эксклюзивно для NES 25 января 1991 года. Также три комплекта медалей были опубликованы в Tsurikko Penta в году 1991, Balloon Penta в году 1996, и Imo Hori Pentaв году 1997, и, наконец, Penta no Tsuri Bōken был запущен Мобильные телефоны на 7 мая 2003. В СССР игра неофициально портирована на БК0010 под названием "Курьер".
Кроме того, Пэнта является одним из возможных персонажей в Shoot 'em up играх серии Parodius: Parodius на Game Boy, Gokujyou Parodius: Deluxe Pack на PlayStation и Sega Saturn, Gokujou Parodius на SNES, Jikkyou Oshaberi Parodius на PlayStation, Sega Saturn и SNES, Sexy Parodius на PlayStation и SEGA Saturn и Parodius Portable на PSP.
Единственная звучащая в игре мелодия — вальс «Конькобежцы» французского композитора XIX—XX веков Эмиля Вальдтейфеля.

## Критика
Посвящённый компьютерным играм сайт The Video Game Critic поставил версии Antarctic Adventure на ColecoVision 42 балла из 100, назвав игру забавной и красиво оформленной, но однообразной и быстро надоедающей. В минус игре было также поставлено музыкальное сопровождение, состоящее из одной повторяющейся мелодии. На сайте MobyGames игра оценена в 3,2 балла из 5, самая высокая оценка поставлена графике, самая низкая — музыке и сюжету игры.